# Bristol Fighter (bilmodell)
Bristol Fighter är en sportbil, tillverkad av den brittiska biltillverkaren Bristol Cars mellan 2004 och 2011.

## Bristol Fighter
Efter att under alla år bara ha producerat Gran turismo-bilar, presenterade Bristol sin första sportbil i maj 2003. Bristol Fighter är en tvåsitsig coupé med måsvingedörrar. Motorn är en V10:a från Dodge Viper, som erbjuds i tre versioner. Starkast är den turboladdade Fighter T, som uppges ge över 1.000 hk.

## Motor
| Modell    | Motor              | Cylindervolym | Effekt  | Bränslesystem             |
| --------- | ------------------ | ------------- | ------- | ------------------------- |
| Fighter   | 10-cyl V-motor ohv | 7994 cm³      | 525 hk  | Bränsleinsprutning        |
| Fighter S | 10-cyl V-motor ohv | 7994 cm³      | 660 hk  | Bränsleinsprutning        |
| Fighter T | 10-cyl V-motor ohv | 7994 cm³      | 1027 hk | Bränsleinsprutning, turbo |